# 赵炳礼
赵炳礼（1945年—），汉族，中华人民共和国政治人物、第十一届全国政协委员。
加入中国共产党，担任国家人口和计划生育委员会原副主任、党组成员。2008年，当选第十一届全国政协委员，代表医药卫生界，分入第四十六组。并担任人口资源环境委员会专委。